# Charles Lynch (politiker)
För andra personer med samma namn, se Charles Lynch.
Charles Lynch, född 1783, död 9 februari 1853, överste, demokratisk politiker i Mississippi, USA. Ledamot av Mississippis delstatssenat 1827 och 1832–1833. Efterträdde i juli 1833 Abram L. Scott som guvernör, efter dennes frånfälle, och avgick från posten i november samma år sedan Hiram Runnels valts till ny guvernör i fyllnadsval. Kandiderade i ett senare val själv som guvernör, vann, och satt som guvernör även januari 1836 – januari 1838.